# خیابان وودبین

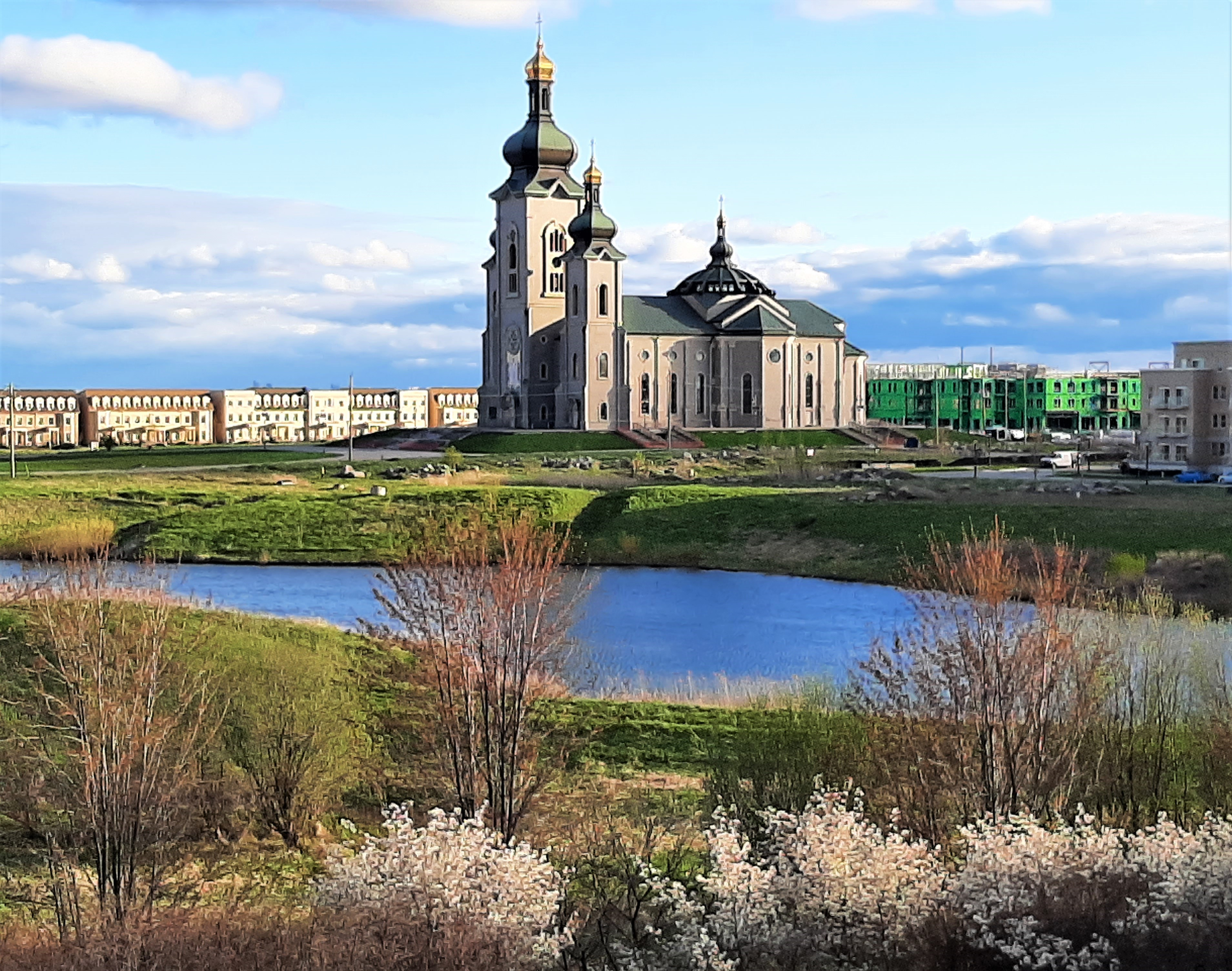
کلیسای جامع در شمال خیابان وودبین

خیابان وودبین (انگلیسی: Woodbine Avenue) شامل سه بخش جاده شمالی-جنوبی در منطقه کلان‌شهر تورنتو، کانادا است.